# Hidroxid de stibiu
Hidroxidul de stibiu este o bază alcătuită din trei grupări hidroxil și un atom de antimoniu. Formula sa chimică este Sb(OH)3. 